# Thierry Ehrmann
Pour les articles homonymes, voir Ehrmann.
Thierry Ehrmann, né le 13 mars 1962  à Avignon (Vaucluse), est un artiste et homme d'affaires français.

## Parcours
Fils d'un grand industriel de la chimie proche de l'Opus Dei, Thierry Ehrmann est le fondateur et président du groupe Serveur depuis 1987, l'inventeur du Serveur Judiciaire en 1995, président fondateur de Artprice en 1997.
Il est aussi artiste plasticien et propriétaire de la Demeure du Chaos à Saint-Romain-au-Mont-d'Or qu'il a créé en 1999, et qui a été reconnue comme œuvre d'art totale le 20 mars 2025, par la ministre de la culture, Rachida Dati
Il est l'auteur des sculptures monumentales Ground zéro, Overground I et II, Peak Oil, Les Porteurs de cendre, entre autres exposées à la Demeure du Chaos.

### Presse
- Revue de presse à propos de la Demeure du Chaos et de Thierry Ehrmann
- Revue de presse française sur le blog Ordoabchaos